# Lateolabrax latus
Lateolabrax latus — риба родини Lateolabracidae. Розповсюджена у західній Пацифіці біля берегів центральної Японії і Південної Кореї. Морська демерсальна риба, що сягає довжини 94 см і ваги 9.1 кг.